# Mark Ricks
Mark G. Ricks, född 4 juli 1924 i Rexburg, Idaho, död 29 september 2016 i Rexburg, var en amerikansk republikansk politiker. Han var Idahos viceguvernör 2006–2007.
Ricks var under 1990-talet verksam i Nauvoo i Illinois där Jesu Kristi Kyrka av Sista Dagars Heliga har sin historiska plats. Han härstammar själv från en betydande mormonfamilj i och med att hans farfarsfar Thomas E. Ricks grundade utbildningsinstitutionen i Rexburg som senare fick namnet Brigham Young University–Idaho men som länge hette Ricks College. Även ortnamnet Rexburg hedrar ortens grundare Thomas E. Ricks. Rex var familjenamnet Ricks ursprungliga tyska variant.
Ricks ledde mormontemplet i Idaho Falls 1999–2002.